# Diospyros australis
Diospyros australis là một loài thực vật có hoa trong họ Thị. Loài này được (R.Br.) Hiern mô tả khoa học đầu tiên năm 1873.

## Hình ảnh

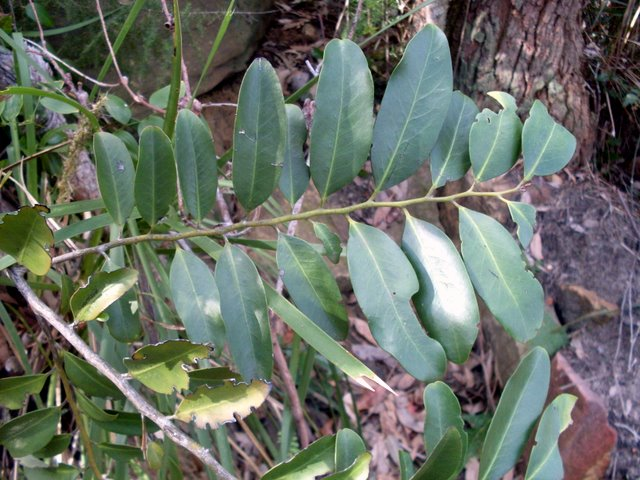